# Kościół św. Stanisława w Żytowiecku
Kościół świętego Stanisława w Żytowiecku – rzymskokatolicki kościół parafialny należący do parafii pod tym samym wezwaniem (dekanat krobski archidiecezji poznańskiej).
Obecna świątynia została wzniesiona w latach 1773–1777, ufundowana przez Maksymiliana Mielżyńskiego pisarza wielkiego koronnego, dziedzica wsi. Kościół został odnowiony w 1949 roku, polichromia autorstwa Józefa i Łucji Oźminów została wykonana w 1956 roku. Budowla reprezentuje styl późnobarokowy.
Świątynia jest orientowana, murowana, otynkowana. Kościół jest trójnawowy, halowy, trzyprzęsłowy. Został wzniesiony na planie prostokąta, z czworokątną wieżą przy fasadzie zachodniej. Półkoliste wybrzuszenia ścian na środku elewacji bocznych i wschodniej akcentują centralną kompozycję wnętrza: cztery pięcioboczne, opięte parami pilastrów filary podtrzymują kopulaste, podparte parzystymi gurtami, sklepienie środkowego przęsła nawy głównej oraz oddzielają od siebie węższe przęsła naw bocznych, prezbiterium i zachodnie przęsło nawy głównej, nakryte sklepieniami żaglastymi opartymi na gurtach, spływającymi na przyścienne pilastry. Przy prezbiterium w przedłużeniu naw bocznych są umieszczone wydzielone: zakrystia i loża kolatorska, nad którymi znajdują się empory otwierające się arkadami na świątynię. Chór muzyczny jest wysunięty ku nawie linią wklęsło – wypukłą i podparty jest trzema arkadami, o filarach rozczłonkowanych pilastrami. Elewacje zewnętrzne są ożywione pilastrami. Okna są zamknięte półkoliście. Wieża posiada trzy kondygnacje, jest ogzymsowana, z pilastrami w narożnikach; jej okna są zwieńczone falistymi gzymsikami; nakryta jest barokowym dachem hełmowym z latarnią. Po bokach wieży są umieszczone półszczyty fasady zachodniej ze spływami. Świątynia nakryta jest dachem trójspadowym, pokrytym dachówką. Na zewnątrz we wschodniej ścianie znajduje się kamień węgielny z datą 1773 oraz inicjałami MM fundatora i KZC jego małżonki Konstancji z Czapskich.